# Xã Lincoln, Quận Dickinson, Kansas
Xã Lincoln (tiếng Anh: Lincoln Township) là một xã thuộc quận Dickinson, tiểu bang Kansas, Hoa Kỳ. Năm 2010, dân số của xã này là 1.643 người.